# Malaguilla
Malaguilla település Spanyolországban, Guadalajara tartományban. Malaguilla Fuentelahiguera de Albatages, Matarrubia, Puebla de Beleña, Robledillo de Mohernando és Málaga del Fresno községekkel határos. Lakosainak száma 207 fő (2024).

## Népesség
A település népessége az utóbbi években az alábbiak szerint változott:
| Lakosok száma | 134  | 137  | 126  | 123  | 154  | 141  | 148  | 152  | 175  | 207  |
|               | 2001 | 2004 | 2006 | 2009 | 2011 | 2014 | 2016 | 2019 | 2021 | 2024 |